# یوسف صالح العیان
یوسف صالح العیان (انگلیسی: Yousuf Saleh Alyan; ۱۲ سپتامبر ۱۹۳۲ – ۵ دسامبر ۲۰۰۷) یک تاجر اهل کویت بود.
او موسس و سردبیر پیشین روزنامه‌ٔ کویت تایمز، اولین روزنامه انگلیسی زبان در منطقه خلیج فارس بود.